# Roy Hibbert
Pour les articles homonymes, voir Hibbert (homonymie).
Roy Denzil Hibbert est un joueur jamaïcain de basket-ball né le 11 décembre 1986 dans le Queens à New York. 

## Biographie

### Carrière universitaire

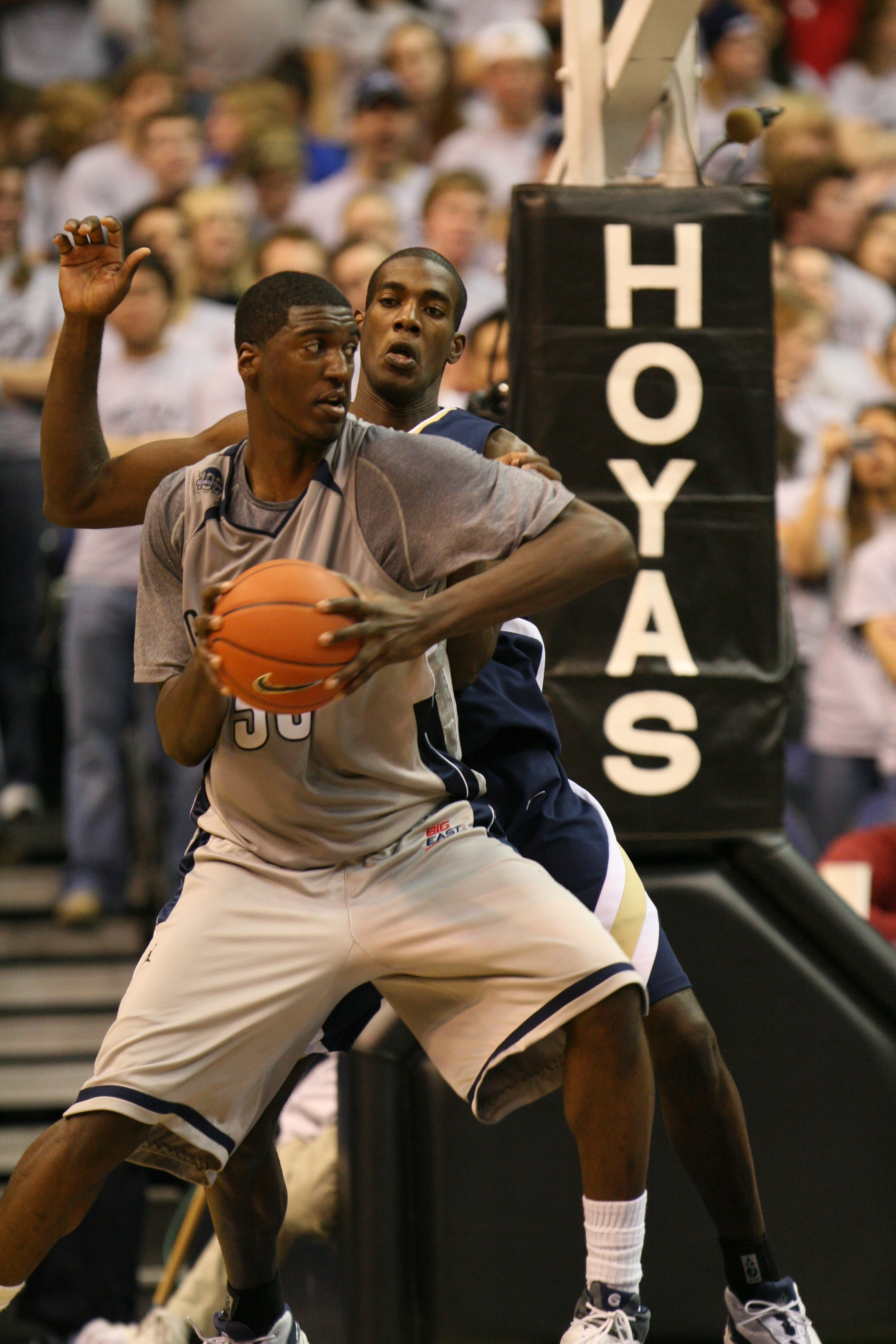
Roy Hibbert avec les Hoyas de Georgetown en 2006.

Hibbert joue 4 saisons au niveau universitaire pour les Hoyas de Georgetown de 2004 à 2008.

### Carrière professionnelle

#### Pacers de l'Indiana (2008-2015)
Il se présente à la Draft 2008 de la NBA et est sélectionné en 17e position par les Raptors de Toronto avant d'être envoyé aux Pacers de l'Indiana en échange de Jermaine O'Neal. Le 15 juillet 2008, il signe son premier contrat professionnel avec les Pacers.
En 2012, il est sélectionné parmi les remplaçants participant au NBA All-Star Game 2012. Il joue dix minutes, marque trois points à 1 sur 3 aux tirs.
Lors du match 1 du premier des playoffs NBA 2012 contre le Magic d'Orlando, Hibbert contre neuf ballons.
Le 13 juillet 2012, il resigne avec les Pacers pour un contrat de quatre ans et 58 millions de dollars.
Le 21 novembre 2012, il établit son record de contres en carrière avec onze ballons repoussés et termine le match avec un triple-double (10 points, 11 rebonds et 11 contres) dans la victoire des siens contre les Hornets de La Nouvelle-Orléans. Ses onze contres sont aussi le record de la franchise du plus grand nombre de contres sur un seul match. Hibbert devient le deuxième joueur dans l'histoire des Pacers (après Jermaine O'Neal) à réaliser un triple double avec les points, les rebonds et les contres.
Lors du match 3 de la demi-finale de la conférence Est des playoffs NBA 2013 contre les Knicks de New York, Hibbert termine avec 24 points et 12 rebonds dans la victoire des Pacers. Au match 6, il termine avec 25 points, 12 rebonds et 5 contres dont un contre important sur Carmelo Anthony qui permet aux Pacers d'accéder aux finales de conférence. Dans cette série, Hibbert a des moyennes de 15,8 points et 3,8 contres par match.

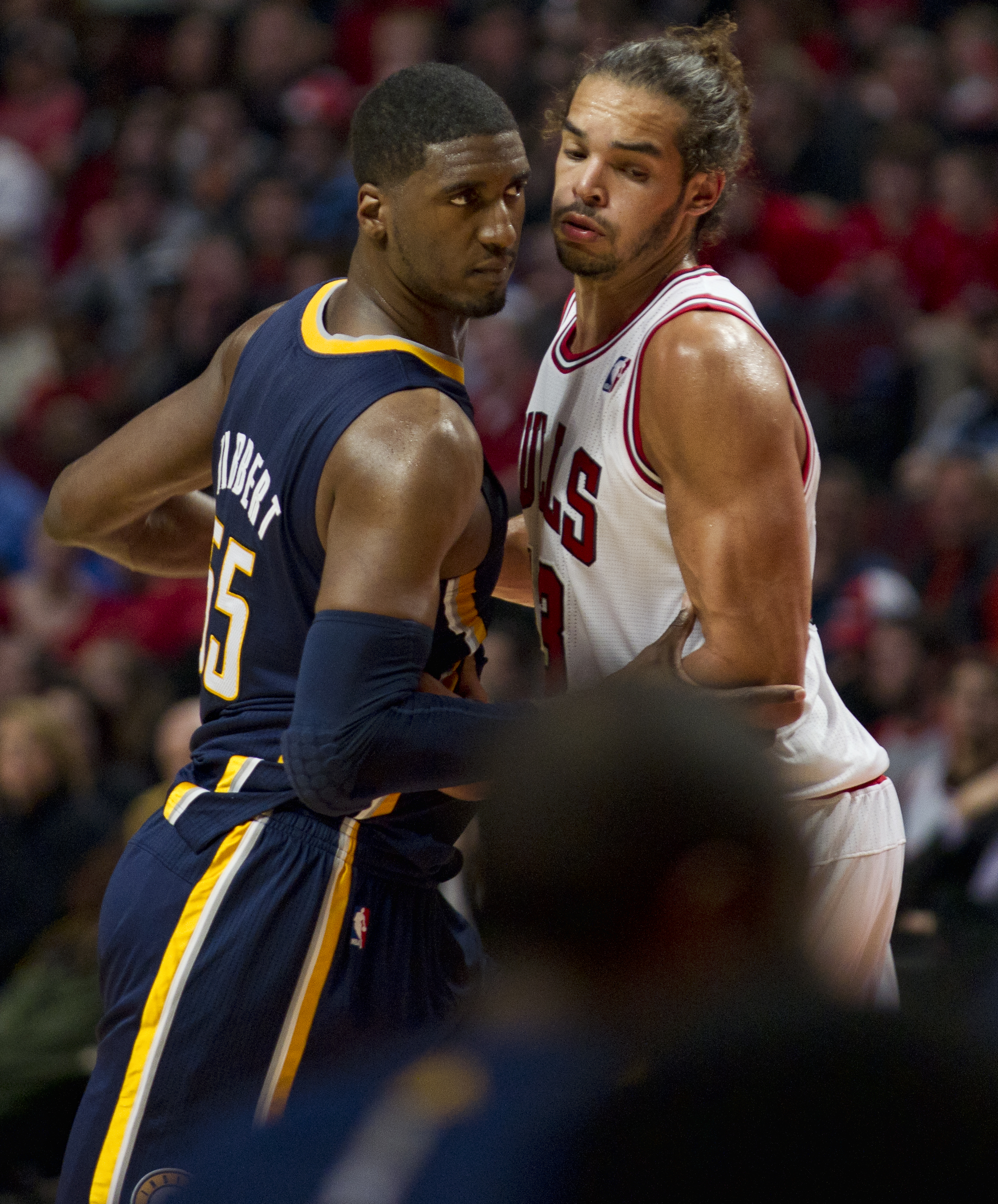
Roy Hibbert et Joakim Noah.

Durant la conférence de presse de l'après match 6 de la finale de conférence contre le Heat de Miami, il utilise le terme « no homo » et reçoit une amende de 75 000 dollars par la NBA pour cette remarque. Hibbert présente ses excuses pour son commentaire dans un communiqué publié par les Pacers : « Je m’excuse pour les remarques indélicates que j’ai pu faire durant la conférence de presse après la victoire contre Miami, samedi soir. C’était irrespectueux et offensant et ça ne reflétait pas ma vision des choses. J’ai utilisé un terme d’argot qui n’est pas approprié en privé ou en public et le langage que j’ai utilisé ne doit pas être utilisé en public, surtout à la télévision. Je m’excuse auprès de ceux que j’ai offensés, auprès de nos fans et auprès des Pacers ».
En 2014, il est sélectionné parmi les remplaçants participant au NBA All-Star Game 2014. Il joue 12 minutes, marque 8 points à 4 sur 5 aux tirs.
À la fin de la saison, il termine second pour le titre de défenseur de l'année en ayant reçu 166 voix sur 1 125 possibles ; le titre est remporté par Joakim Noah qui reçoit 555 voix. Cette saison-là, il tourne à 2,2 contres par match.
Durant les playoffs NBA 2014, Hibbert ne marque aucun point durant les matchs 5 et 6 du premier tour contre le huitième de la conférence Est, les Hawks d'Atlanta. Le manque de productivité fait d'Hibbert le second All-Star à ne pas avoir marqué durant deux matchs consécutifs en playoffs, le premier est Jim King en 1968. Lors du premier match de la demi-finale de conférence contre les Wizards de Washington et du quatrième match de la finale de conférence contre le Heat de Miami, Hibbert connaît deux nouveaux matchs sans marquer. À la fin des playoffs, Hibbert termine avec quatre matchs sans avoir marqué, établissant un record NBA en playoffs pour un joueur ayant été All-Star la même année. La saison d'Hibbert prend fin quand les Pacers sont éliminés au sixième match de la finale de conférence contre le Heat.

#### Lakers de Los Angeles (2015-2016)
Le 5 juillet 2015, il est transféré aux Lakers de Los Angeles contre un second tour de draft et une somme d'argent.

#### Hornets de Charlotte (2016-2017)
Le 5 juillet 2016, il signe un contrat d'un an à cinq millions de dollars avec les Hornets de Charlotte.

#### Nuggets de Denver (2017)
Le 2 février 2017, il est transféré, avec Spencer Hawes aux Bucks de Milwaukee contre Mason Plumlee. Le 23 février 2017, il est transféré aux Nuggets de Denver contre un second tour de draft protégé.
Hibbert annonce sa retraite sportive le 17 juillet 2018.

## Records sur une rencontre en NBA
Légende : 
| Record de la Franchise |

Les records personnels de Roy Hibbert, officiellement recensés par la NBA sont les suivants :
| Type de statistique        | Saison régulière | Saison régulière               | Saison régulière | Playoffs | Playoffs             | Playoffs      |
| Type de statistique        | Record           | Adversaire                     | Date             | Record   | Adversaire           | Date          |
| -------------------------- | ---------------- | ------------------------------ | ---------------- | -------- | -------------------- | ------------- |
| Points                     | 30               | Hornets de La Nouvelle-Orléans | 21 février 2012  | 29       | @ Heat de Miami      | 24 mai 2013   |
| Paniers marqués            | 12               | 4 fois                         |                  | 11       | Heat de Miami        | 1er juin 2013 |
| Paniers tentés             | 26               | @ Sixers de Philadelphie       | 16 mars 2013     | 20       | Heat de Miami        | 1er juin 2013 |
| Paniers à 3 points réussis | 2                | Magic d'Orlando                | 12 avril 2010    | 1        | @ Heat de Miami      | 22 mai 2012   |
| Paniers à 3 points tentés  | 2                | Magic d'Orlando                | 12 avril 2010    | 1        | @ Heat de Miami      | 22 mai 2012   |
| Lancers francs réussis     | 13               | Sixers de Philadelphie         | 23 novembre 2013 | 12       | 2 fois               |               |
| Lancers francs tentés      | 16               | Sixers de Philadelphie         | 23 novembre 2013 | 15       | Heat de Miami        | 26 mai 2013   |
| Rebonds offensifs          | 11               | Bucks de Milwaukee             | 5 janvier 2013   | 8        | Knicks de New York   | 11 mai 2013   |
| Rebonds défensifs          | 14               | @ Hornets de Charlotte         | 17 janvier 2015  | 13       | Heat de Miami        | 17 mai 2012   |
| Rebonds totaux             | 17               | Celtics de Boston              | 7 avril 2012     | 18       | Heat de Miami        | 17 mai 2012   |
| Passes décisives           | 7                | 3 fois                         |                  | 4        | @ Knicks de New York | 5 mai 2013    |
| Interceptions              | 3                | 3 fois                         |                  | 2        | Magic d'Orlando      | 28 avril 2012 |
| Contres                    | 11               | Hornets de La Nouvelle-Orléans | 21 novembre 2012 | 9        | Magic d'Orlando      | 28 avril 2012 |
| Balles perdues             | 7                | Wizards de Washington          | 31 décembre 2010 | 4        | 5 fois               |               |
| Minutes jouées             | 43               | 2 fois                         |                  | 42       | 2 fois               |               |

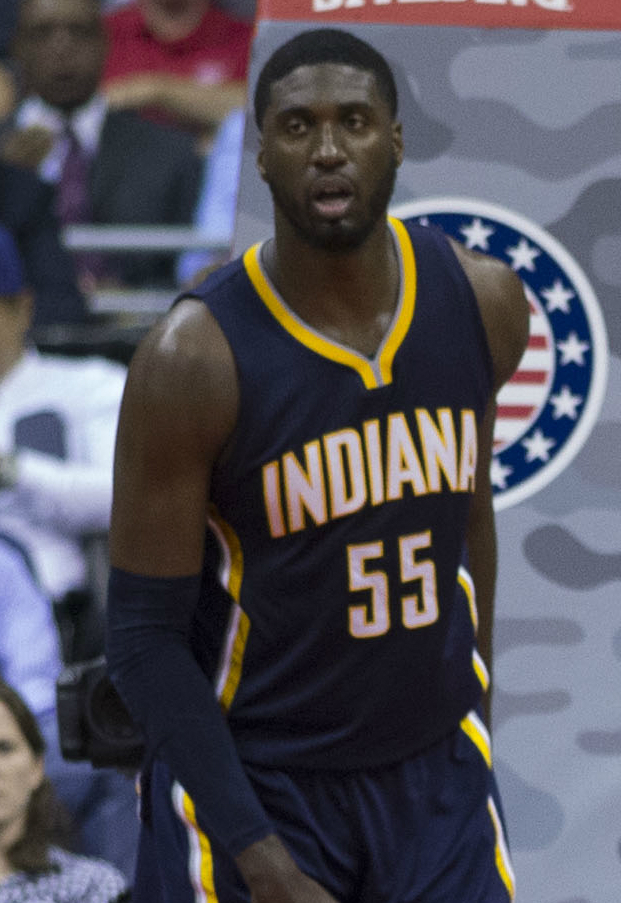
Roy Hibbert en novembre 2014.

- Double-double : 114 (dont 12 en playoffs) (au 29/01/2015)
- Triple-double : 1

## Palmarès

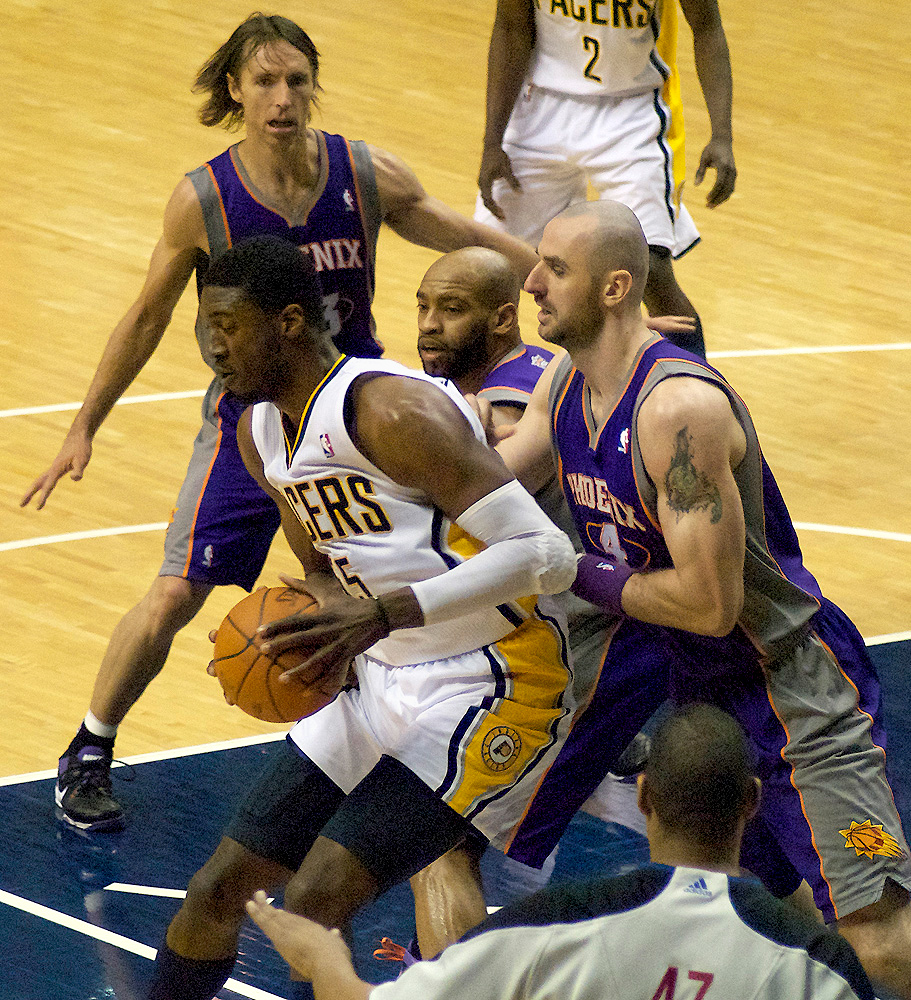
Roy Hibbert sous le maillot des Pacers

- 2 sélections au NBA All-Star Game en 2012 et 2014.
- NBA All-Defensive Second Team en 2014.
- Champion de la Division Centrale en 2013 avec les Pacers de l'Indiana.
- Consensus second-team All-American en 2008.
- First-team All-Big East en 2007 et 2008.

## Pour approfondir
- Liste des joueurs de NBA avec 10 contres et plus sur un match.